# Charles-Michel de Mecklembourg-Strelitz
Charles-Michel de Mecklembourg, (en allemand Carl Michael zu Mecklenburg), né le 17 juin 1865 à Oranienbaum et mort le 6 décembre 1934 à Remplin, est un prince de la Maison de Mecklembourg et général dans l'armée impériale de Russie.

## Famille
Il est le fils de Georges-Auguste de Mecklembourg-Strelitz et de Catherine Mikhaïlovna de Russie.

## Biographie
Le 24 juin 1914, quelques jours après la mort du grand-duc Adolphe-Frédéric V de Mecklembourg-Strelitz, Charles-Michel de Mecklembourg-Strelitz écrit au nouveau souverain, le grand-duc Adolphe-Frédéric VI, pour l'informer de son souhait de renoncer à la couronne grande-ducale de Mecklembourg-Strelitz. Il explique son intention de s'établir de manière permanente en Russie. Le grand-duc lui accorde la permission d'obtenir la naturalisation russe, mais lui demande de reporter sa renonciation à la succession jusqu'au règlement de l'héritage du grand-duché, ce que Charles-Michel accepte.
Le suicide d'Adolphe-Frédéric VI, le 23 février 1918 laisse Charles-Michel seul héritier de la lignée de Mecklembourg-Strelitz, mais la succession d'un naturalisé russe, général dans l'armée impériale de Russie durant la Première Guerre mondiale, paraît inconcevable. Le grand-duc Frédéric-François IV de Mecklembourg-Schwerin est désigné pour assurer la régence pour le grand-duché de Mecklembourg-Strelitz jusqu'au règlement de la succession. Charles-Michel confirme sa renonciation à ses droits de succession sur le grand-duché de Mecklembourg-Strelitz dans une lettre datée du 10 août 1918, adressée au grand-duc de Mecklembourg-Schwerin, mais elle ne parvient à son destinataire qu'en janvier 1919, après la chute des souverains allemands.
En 1928, Charles-Michel adopte son neveu Georges von Carlow, fils morganatique de Georges-Alexandre de Mecklembourg-Strelitz (1809-1859).
Il reste célibataire et meurt le 6 décembre 1934 à Remplin en Allemagne.

## Généalogie
Charles-Michel de Mecklembourg-Strelitz appartient à la troisième branche (Mecklembourg-Strelitz) issue de la première branche de la Maison de Mecklembourg. Cette troisième lignée s'éteint avec Georges-Alexandre de Mecklembourg en 1996.